# استادی با پنجه‌های شکسته
استادی با پنجه‌های شکسته (انگلیسی: Master with Cracked Fingers) یک فیلم در ژانر رزمی، کمدی به کارگردانی جکی چان است که در سال ۱۹۷۹ منتشر شد. از بازیگران آن می‌توان به جکی چان و یوئن سیو-تی‌ین اشاره کرد.